# Sint Bernardus (Bredevoort)
Het Sint Bernardus is een rijksmonument gelegen in Bredevoort in de provincie Gelderland, Nederland. Het is achtereenvolgens een woonhuis, een tuberculose-santorium en een bejaardentehuis geweest.

## Geschiedenis
Jan Satink, luitenant-kolonel in het Staatse leger van het Regiment Nationalen 7 liet het huis bouwen op het terrein van de voorburcht van het kasteel Bredevoort. De familie Satink was via een huwelijk verbonden met de familie Roelvink, deze erfden uiteindelijk in 1800 het gehele bezit van de Satinks.
In 1897 kocht Hermann Schepers het huis die het doorverkocht aan pastoor Bernardus Mulders, die een ziekenhuis wilde stichten. De bisschop van Osnabrück had toestemming verleend aan de Zusters Franciscanessen van Thuine om die taak op zich te nemen. Zo ontstond het R.K. Sanatorium St. Bernardus Gesticht dat tot 1933 zou blijven bestaan. Vanaf dat jaar werd het gebouw in gebruik genomen als bejaardentehuis. In 1938 werden de zusters van Thuine opgevolgd door de zusters van St. Jozef uit Amersfoort. Vanaf 1970 werd de verzorging door leken overgenomen. De zusters van St. Jozef verlieten Bredevoort in 1985 definitief waarmee een einde kwam aan hulp en onderwijs aan de bevolking. De jaren daarna was het voortbestaan onzeker, totdat in 1988 geld beschikbaar kwam voor renovatie en uitbreiding van het gebouw. Vanaf dat jaar zetelde de Stichting verzorgingstehuis St. Bernardus in het monumentale huis. De bejaardenzorg werd in 2008 verplaatst naar een nieuwbouw locatie, genoemd het Ambtshuis. In 2015 werd bekendgemaakt dat het pand een horecabestemming zal gaan krijgen.

## Tuin

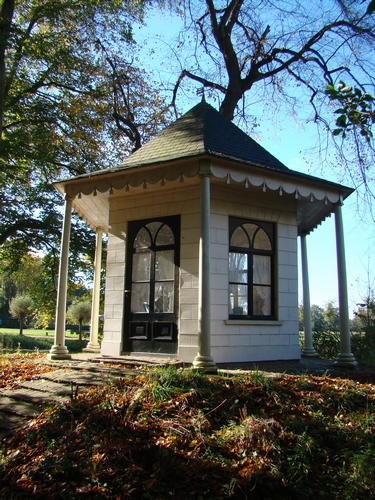

De 18e-eeuwse tuin die werd aangelegd na de ontmanteling van de achtergelegen bastions is nog grotendeels behouden gebleven. In de tuin zijn een 19e-eeuws 'theehuisje', een kleine Lourdesgrot en tbc-kuurhuisjes uit het begin van de 20e eeuw aanwezig. De tuin is eigendom van vereniging Bredevoorts Belang en wordt onderhouden door vrijwilligers. De voormalige kloostertuin is direct gelegen aan de Grote Gracht van Bredevoort en geniet evenals het huis bescherming als rijksmonument. Jaarlijks in september dient de tuin als een van de attracties bij het evenement 'Bredevoort Schittert'.
In 2014 vond in verband met grondwerkzaamheden voor het project Vestingpark een verkennend archeologisch onderzoek plaats. Hierbij werd de ligging  van een gracht, een wal en mogelijk de stadsmuur aangetoond. In 2015 is een 'zwevend' vestingpad langs de contouren van de vestingwerken aangelegd en werd de restauratie van de tbc-hallen, de Lourdesgrot en kloostertuin ter hand genomen.
't Boerderi'jken · Bouwhuis Wever · De Prins van Oranje · Eskes · Grote Gracht · Hozenstraat 16 · Kerkstraat 13 · Kuupershuusken · Landstraat 10 · Markt 1 · Markt 5 · Markt 7 · Misterstraat 85 · Sint Bernardus · Sint-Joriskerk · Vestingpark · 't Zand 2